# Josep Mateu i Miró
Josep Mateu i Miró (Bovera, 1917 - Castellbisbal, 2011) fou mestre, dibuixant, llibreter i divulgador de la història local.
L'any 1967 funda la primera llibreria de Castellbisbal i de seguida es transforma en un espai de tertúlia i elaboració de projectes culturals. La seva contribució a la vida cultural local s'escampa en diverses direccions, que es poden resumir en dues. D'una banda, articles de divulgació a la revista Arada i d'altres publicacions locals, centenars de dibuixos d'interès local, així com monografies locals, preferentment sobre història, biografies i patrimoni. De l'altra, el rol de fundador, amb els seus germans Mateu i Ricard, del Museu Municipal de la Pagesia (Castellbisbal), inaugurat l'any 1985. Per iniciativa d'ell i els seus germans, amb el suport de l'associació Amics del Museu, es recullen materials i testimonis de la vida pagesa. Finalment, s'arriba a un acord amb l'Ajuntament de Castellbisbal per dipositar la col·lecció a l'antiga casa de la vila, que es rehabilita per adequar-se a les funcions d'un museu.

## Obra
Citem les obres d'en Josep que acull la Biblioteca Pública Municipal de Castellbisbal.
- El Meu poble. Castellbisbal : Ajuntament de Castellbisbal, 1987. 165 p. : il. ; 30 cm.
- Semblança de Castellbisbal. Castellbisbal : Patronat Municipal del Museu de la Pagesia, 1987. 113 p., [1] f. pleg. : il. ; 23 cm. (Publicacions del Museu de la Pagesia de Castellbisbal ; 1)
- Les Masies de Castellbisbal. Castellbisbal : Museu de la Pagesia de Castellbisbal, 1999. 73 p. : il. ; 21 cm. (Publicacions del Museu de la Pagesia de Castellbisbal ; 2).
- Els 24 carrers més antics de Castellbisbal. Castellbisbal : Museu de la Pagesia, 2002. 103 p. : il. ; 21 cm. (Publicacions del Museu de la Pagesia de Castellbisbal ; 4).
- Motius, persones, fets. Castellbisbal : Museu de la Pagesia, 2007. 142 p. : il. ; 21 cm. (Publicacions del Museu de la Pagesia de Castellbisbal ; 5).
- Història del Museu de la Pagesia. Castellbisbal : Museu de la Pagesia, 2008. 93 p. : il. ; 21 cm. (Publicacions del Museu de la Pagesia de Castellbisbal ; 6).